# سهره زرد
نام سهره زرد (به انگلیسی: Siskin) هنگام اشاره به پرنده برگرفته از واژه‌های گویش آلمانی sisschen , zeischen است که شکل‌های کوچکی از واژه‌های آلمانی بالای میانه (zisec) و آلمانی میانی پایین (ziseke , sisek) هستند که گویا خود از زبان اسلاو هستند. خاستگاه نام siskin برای نخستین بار در سال ۱۵۶۲ به زبان انگلیسی نوشتاری ثبت شد که به سهره زرد اوراسیایی، Spinus spinus اشاره دارد.

## فهرست گونه‌ها
سردهٔ Spinus
- سهره زرد آندی pinus spinescens
- سهره زرد آنتیلی Spinus dominicensis
- سهره زرد سیاه Spinus atratus
- سهره زرد کلاهک‌سیاه Spinus atriceps
- سهره زرد چانه‌سیاه Spinus barbatus
- سهره زرد سرسیاه، Spinus notatus
- سهره زرد اوراسیایی Spinus spinus
- سهره زرد کلاه‌دار، pinus magellanicus
- سهره زرد زیتونی، Spinus olivaceus
- سهره زرد کاج‌نشین، Spinus pinus
- سهره قرمز Spinus cucullatus
- سهره زرد زعفرانی Spinus siemiradzkii
- سهره زرد نوک‌کلفت Spinus crassirostris
- سهره شکم‌زرد، pinus xanthogastrus
- سهره رخ‌زرد pinus yarrellii
- سهره زرد دمگاه‌زرد، Spinus uropygialis

سرده‌های Crithagra و Serinus
- سهره زرد دماغه، Crithagra totta
- سهره زرد درکنزبرگ، Crithagra Symonsi
- سیسکین اتیوپی، Serinus nigriceps